# Kaffeeratte
Die Kaffeeratte (Golunda ellioti) ist ein in Südasien verbreitetes Nagetier, das einst ein gefürchteter Kaffeeschädling war.
Der Artzusatz im wissenschaftlichen Namen ehrt den schottischen Naturforscher Walter Elliot.

## Merkmale
Die Kopfrumpflänge beträgt 11 bis 15 Zentimeter, hinzu kommen 9 bis 13 Zentimeter Schwanz. Das Fell ist in seiner Färbung sehr variabel. Es gibt graue, braune, gelbbraune und rotbraune Exemplare. Auch die Beschaffenheit des Fells ist regional sehr verschieden; bei manchen Kaffeeratten ist es relativ weich, bei anderen borstig und beinahe stachelig. Im Körperbau ist die Kaffeeratte gedrungen und ähnelt einer Wühlmaus.

## Verbreitung und Lebensweise
Das Verbreitungsgebiet erstreckt sich vom äußersten Osten des Iran über Pakistan nach Indien und umfasst auch Nepal und Sri Lanka. Hier leben Kaffeeratten in sehr unterschiedlichen Habitaten wie Grassteppen, Sümpfen und Regenwäldern, aber auch an Rändern von Feldern und Plantagen. Obwohl sie klettern können, halten sie sich meistens am Erdboden auf.
Kaffeeratten vermehren sich besonders dort, wo Kaffee angebaut wird. Sie fressen die Knospen und Blüten der Kaffeepflanzen. Als am Ende des 17. Jahrhunderts auf Sri Lanka die ersten Kaffeeplantagen entstanden, wurden bald ganze Ernten durch diese Nagetiere vernichtet. Seit der Kaffeeanbau in Sri Lanka aufgegeben wurde, hat auch wieder die Zahl der Kaffeeratten abgenommen. In Indien gilt die Kaffeeratte nach wie vor als Kaffeeschädling, scheint aber keine derartige Massenvermehrung zu erfahren wie einst auf Sri Lanka.

## Systematik
Laut Wilson & Reeder (2005) nimmt die Kaffeeratte innerhalb der Altweltmäuse eine isolierte Position ein und wird darum in einer eigenen Gattungsgruppe, der Golunda-Gruppe eingeordnet. Nach genetischen Untersuchungen von Lecompte et al. (2008) sind diese Tiere Teil einer vorwiegend afrikanischen Radiation der Altweltmäuse, zu der auch die Arvicanthis-Gruppe und andere gerechnet werden und die als Arvicanthini zusammengefasst werden. 